# Transgression (album)
Transgression è il sesto album in studio della band industrial metal Fear Factory. Il disco fu pubblicato il 23 agosto 2005.

## Edizioni
È stato distribuito in edizione limitata con un secondo disco DVD, contenente: l'intero album in 48000 kHz, dei videoclip e il making of delle registrazioni.

## Tracce
Testi di Burton C. Bell, tranne dove indicato diversamente, musiche di Christian Olde Wolbers e Raymond Herrera, tranne dove indicato diversamente.
1. 540,000° Fahrenheit – 4:28
2. Transgression – 4:50
3. Spinal Compression – 4:12
4. Contagion – 4:39
5. Empty Vision – 4:55
6. Echo of My Scream – 6:58
7. Supernova – 4:32
8. New Promise – 5:13 (musica: music: Wolbers, Herrera, Mark Morton)
9. I Will Follow (U2 cover) – 3:42 (testo: Bono – musica: U2)
10. Millennium (Killing Joke cover) – 5:26 (Jaz Coleman, Martin "Youth" Glover, Kevin "Geordie" Walker)
11. Moment of Impact – 4:03

## Formazione
- Burton C. Bell - voce
- Christian Olde Wolbers - basso/chitarra
- Byron Stroud - basso
- Raymond Herrera - batteria